# Потіївська територіальна громада
Потіївська сільська територіальна громада — територіальна громада в Україні, у Житомирському районі Житомирської області. Адміністративний центр — село Потіївка.

## Площа та населення
У 2018 році площа громади становила 258,49 км², кількість населення — 3 586 мешканців
Станом на 2020 рік, площа території — 258,8 км², кількість населення — 3 420 осіб.

## Населені пункти
До складу громади входять 24 села: Буглаки, Будилівка, Вихля, Вівче, Гришківка, Гута-Потіївка, Дітинець, Дорогунь, Дубовик, Заміри, Заньки, Клен, Мирне, Моделів, Морогівка, Нова Буда, Нова Мар'янівка, Новосілка, Облітки, Потіївка, Прибуток, Стара Гребля, Стара Буда, Теклянівка.

## Історія
Утворена 6 серпня 2015 року, в рамках адміністративно-територіальної реформи, шляхом добровільного об'єднання Гуто-Потіївської, Заньківської, Новобудської, Облітківської та Потіївської сільських рад Радомишльського району. 14 серпня 2015 року утворення громади затверджене рішенням Житомирської обласної ради.
Склад громади затверджено розпорядженням Кабінету Міністрів України № 711-р від 12 червня 2020 року «Про визначення адміністративних центрів та затвердження територій територіальних громад Житомирської області».
Відповідно до постанови Верховної Ради України № 807-IX від 17 липня 2020 року «Про утворення та ліквідацію районів», громада увійшла до складу новоствореного Житомирського району Житомирської області

## Старостинські округи
Гуто-Потіївський, Заньківський, Новобудський, Облітківський.